# مسابقات جهانی ترامپولین ۲۰۰۵
مسابقات جهانی ترامپولین ۲۰۰۵ بیست و چهارمین دوره مسابقات جهانی ترامپولین است که در آیندهوون، هلند از ۱۴ تا ۱۷ سپتامبر ۲۰۰۵ میلادی برگزار شده است.

## جدول مدال‌ها
| رتبه | کشور                | طلا | نقره | برنز | مجموع |
| ۱    | روسیه               | ۵   | ۴    | ۱    | ۱۰    |
| ۲    | چین                 | ۴   | ‍‍۱    | ۱    | ۶     |
| ۳    | پرتغال              | ۲   | ۰    | ۱    | ۳     |
| ۴    | کانادا              | ۱   | ۱    | ۱    | ۳     |
| ۵    | بلغارستان           | ۱   | ۱    | ۰    | ۲     |
| ۶    | بلاروس              | ۱   | ۰    | ۰    | ۱     |
| ۷    | ایالات متحده آمریکا | ۰   | ۳    | ۱    | ۴     |
| ۸    | ژاپن                | ۰   | ۲    | ۱    | ۳     |
| ۹    | اوکراین             | ۰   | ۱    | ۰    | ۱     |
| ۹    | سوئیس               | ۰   | ۱    | ۰    | ۱     |
| ۱۰   | آلمان               | ۰   | ۰    | ۳    | ۳     |
| ۱۰   | فرانسه              | ۰   | ۰    | ۲    | ۲     |
| ۱۱   | اسپانیا             | ۰   | ۰    | ۱    | ۱     |
| ۱۱   | لهستان              | ۰   | ۰    | ۱    | ۱     |
| ۱۱   | بریتانیا            | ۰   | ۰    | ۱    | ۱     |